# Switch (álbum)
Switch es el undécimo y último álbum de estudio de la banda de rock australiana INXS. Fue lanzado al mercado el 29 de noviembre de 2005 y se trata del primer y único álbum grabado con el cantante J. D. Fortune después de la muerte de Michael Hutchence en noviembre de 1997. Guy Chambers produjo y compuso algunos temas.
El primer simple de Switch fue "Pretty Vegas", escrito por J.D. Fortune y Andrew Farriss. Destacan también canciones como "Afterglow" y "God's Top Ten" dedicadas a Hutchence.
Fue disco de oro en 2005 en los charts australianos con más de 35.000 copias vendidas, llegando al puesto 18 en su semana de estreno. Las ventas totales del disco fueron en torno al millón de copias en todo el mundo.
Entradas en los charts: #17 US ; #18 AUS; #2 CAN; #7 NZL

## Historia
El cofundador de INXS y cantante principal original, Michael Hutchence, murió el 22 de noviembre de 1997, al parecer por suicidio. La banda pasó por numerosos cantantes después de la muerte de Hutchence, y actuó de forma irregular, incluida una actuación en la ceremonia de clausura de los Juegos Olímpicos de Sídney 2000 junto a Men at Work. Fueron incluidos en Salón de la Fama de ARIA en 2001, cuando desaparecieron del centro de atención del público.
En el año 2005, los miembros restantes de INXS – Andrew Farriss, Garry Gary Beers, Tim Farriss, Kirk Pengilly y Jon Farriss – unieron fuerzas con Mark Burnett para ser los protagonistas de la primera serie de Rock Star; Rock Star: INXS. Tim Farriss comentó con Entertainment Weekly "después de la muerte de Michael, queríamos buscar en el mundo un nuevo cantante, pero no sabíamos cómo podíamos hacerlo de manera efectiva ... Al hacer que Mark ... abrace el concepto, ahora hemos encontrado un fantástica manera de hacer que eso suceda." J.D. Fortune ganó el concurso, con Tim Farriss declarando que la banda lo eligió debido a su "ventaja ligeramente peligrosa" y "calidad de estrella".
El primer sencillo extraído de Switch was "Pretty Vegas", escrita por J.D. Fortune y Andrew Farriss. Fue lanzado exclusivamente a través de iTunes Store el 4 de octubre de 2005 durante dos semanas. Se lanzaron tres sencillos del álbum en Estados Unidos ("Pretty Vegas", "Afterglow" y "Devil's Party"), con "Pretty Vegas" alcanzando el puesto 37 del Billboard Hot 100.
En una entrevista con el guitarrista y saxofonista Kirk Pengilly, la última canción de la lista de canciones de Switch, "God's Top Ten", está dedicada a Hutchence y su hija Tiger. Describe a Michael como un "chico salvaje de las colonias, a la deriva junto a las estrellas." "God's Top Ten" solo se lanzó como sencillo en Canadá y Polonia para promocionar el álbum.
La canción "Afterglow" también está dedicada a Hutchence.
El álbum fue lanzado digitalmente a través de proveedores de servicios estadounidenses con diferentes cortes que no eran álbumes como "Let's Ride", "Amateur Night", "Easy Easy" y una mezcla alternativa de "Devil's Party".
Tras su lanzamiento, INXS fue elogiado por recuperar su vieja magia, pero algunos críticos comentaron que Fortune pudo haber confiado demasiado en el estilo de canto característico de Hutchence en lugar de adoptar el suyo.

## Listado de canciones
El álbum está disponible en disco compacto.
Edición original en CD
| Switch |                           |                                                          |          |  |
| N.º    | Título                    | Escritor(es)                                             | Duración |  |
| 1.     | «Devil's Party»           | Andrew Farriss y J. D. Fortune                           | 3:27     |  |
| 2.     | «Pretty Vegas»            | Andrew Farriss, J. D. Fortune, Marty Casey y Jordis Unga | 3:26     |  |
| 3.     | «Afterglow»               | Andrew Farriss y Desmond Child                           | 4:10     |  |
| 4.     | «Hot Girls»               | Andrew Farriss, Guy Chambers y The Matrix                | 3:34     |  |
| 5.     | «Perfect Strangers»       | Garry Gary Beers, Tony Bruno, The Matrix y Shelly Peiken | 4:13     |  |
| 6.     | «Remember Who's Your Man» | Andrew Farriss, Gregg Alexander y Annie Roboff           | 3:30     |  |
| 7.     | «Hungry»                  | Andrew Farriss                                           | 4:50     |  |
| 8.     | «Never Let You Go»        | Jon Farriss y J. D. Fortune                              | 4:21     |  |
| 9.     | «Like It Or Not»          | Kirk Pengilly y Hughie Murray                            | 3:46     |  |
| 10.    | «Us»                      | Andrew Farriss y Guy Chambers                            | 4:10     |  |
| 11.    | «God's Top Ten»           | Andrew Farriss                                           | 4:56     |  |

### Reedición de 2006
La reedición australiana de 2006 contiene un CD adicional.

| temas adicionales |                                                  |          |  |
| N.º               | Título                                           | Duración |  |
| 1.                | «Pretty Vegas (Live)»                            | 4:18     |  |
| 2.                | «Hot Girls (Live)»                               | 3:54     |  |
| 3.                | «Hungry (Live)»                                  | 5:00     |  |
| 4.                | «Devil's Party (Live)»                           | 3:41     |  |
| 5.                | «Pretty Vegas (Video)»                           | 3:28     |  |
| 6.                | «Afterglow (Video)»                              | 4:07     |  |
| 7.                | «Perfect Strangers (Video)»                      | 4:17     |  |
| 8.                | «The Making Of Switch Video Documentary (Video)» | 29:57    |  |

## Relación de ediciones
Álbum Switch
| Formato | Región         | Sello              | Nº de catálogo | Fecha                                                  |
| CD      | Australia      | Epic Records       | 82876751892    | 2005                                                   |
| CD      | Nueva Zelanda  | Epic Records       | 8-2796-97727-2 | 2005                                                   |
| CD      | Estados Unidos | Epic Records       | 8-2796-97727-2 | 2005                                                   |
| CD      | Europa         | Epic Records       | 82876 75189 2  | 2005                                                   |
| CD      | Japón          | Epic Records, Sony | EICP-636       | 2006                                                   |
| CD      | Australia      | Epic Records       | 82876894762    | 2006 (incluye un CD con videos y versiones en directo) |

## Sencillos
- "Pretty Vegas" (4 de octubre de 2005)
- "Afterglow" (25 de abril de 2006)
- "Devil's Party" (4 de mayo de 2006)
- "Perfect Strangers" (17 de junio de 2006 solo en Australia)
- "God's Top Ten" (3 de julio de 2006 promo solo en Polonia)

## Gira
Tras el inacabado Elegantly Wasted Tour y la muerte de Michael Hutchence, INXS tuvo un proceso de reincorporación a los escenarios hasta lograr un cantante que consolidara la voz del grupo. A finales de 1998 tanto Jimmy Barnes como Terence Trent D'Arby actuaron como cantantes en algunas actuaciones; y en el año 2000 se logró cierta estabilidad con el neozelandés Jon Stevens.
Con Jon Stevens, INXS hizo una serie de conciertos acústicos que no tuvieron mucha relevancia, aunque actuaron en la ceremonia de clausura de los Juegos Olímpicos de Sídney. En 2001 realizaron la gira Just for Kicks Tour que les llevó en verano a Europa para actuar en varios festivales. En 2002 hicieron una serie de conciertos en Latinoamérica tocando en Perú, Argentina, Brasil, El Salvador y Ecuador, y posteriormente una larga gira por Estados Unidos que culminó con un concierto especial en Hong Kong. Antes de la gira norteamericana se anunció a Jon Stevens como miembro formal de INXS. A finales de año se trasladaron a Europa para seguir con la gira.
En 2003 INXS estuvo de gira casi todo el año y editó el sencillo Get Up en el que participó Stevens junto a Andrew Farriss, aunque antes de su lanzamiento el cantante decidió abandonar la banda y actuó por última vez el de 13 de diciembre en la ciudad australiana de Albury. Stevens dijo: "Después de tres años y medio ya había tenido suficiente, la creatividad era demasiado lenta. Tenía demasiadas cosas que hacer con mis propias cosas y solo dije, "No". No hay necesidad de estar ausente durante meses, lejos de casa, lejos de la familia. Es difícil justificarlo cuando solo estás tocando canciones de otras personas.
En 2005 se incorporó J.D. Fortune como vocalista y la grabación de Switch. El Switched On Tour comenzó el 13 de enero en la ciudad estadounidense de Burbank y fue el comienzo de una larga gira en Estados Unidos y Canadá hasta finales de junio. En agosto actuaron en el sudeste asiático, concretamente en Filipinas, Malasia, Indonesia y Singapur; paso previo a hacer gira por Australia y Nueva Zelanda hasta finales de septiembre.
Dos conciertos en India antes de una breve parada por Europa. En noviembre vuelta a Norteamérica incluyendo dos conciertos en México.En 2007 volvieron a Europa hasta junio, y la segunda mitad del año de nuevo en Norteamérica hasta el final de la gira el 2 de septiembre en Virginia Beach.